# Potifera
Potifera (hebr. פּוֹטִיפֶרַע; z egip. „dany przez Ra”) – postać biblijna ze Starego Testamentu, egipski kapłan z On. Jego córka Asenat została wydana za mąż za Józefa (Rdz 41,45).
Tradycja rabinistyczna uczyniła z niego przybranego ojca Asenat, która miałaby być w rzeczywistości córką zgwałconej przez Sychema Diny, adoptowaną przez Potiferę – dla pobożnych żydów było nie do pomyślenia, by patriarcha mógł poślubić cudzoziemkę i córkę kapłana obcych bóstw. W tekście masoreckim jego imię rozbito na dwa człony (פּוֹטִי פֶרַע Poti Fera), jego pierwotną formę zachował jednak tekst samarytański. 
Potiferę utożsamiano niekiedy z egipskim urzędnikiem Potifarem, który kupił Józefa. W Septuagincie imiona obydwu postaci zostały zapisane jednakowo.